# Raahen Linnoitus
Raahen Linnoitus – fiński klub szachowy z siedzibą w Raahe.

## Historia
Zebranie założycielskie klubu miało miejsce w styczniu 1959 roku, chociaż początki jego działalności sięgają roku 1958. Pierwotnie funkcjonował pod nazwą Raahen Työväenopiston Toverikunnan Shakkikerho Linnoitus. W latach 70. działalność klubu została zawieszona, a w 1980 roku – wznowiona. W 1982 roku klub przyjął nazwę Raahen Linnoitus. W 2020 roku zespół awansował do SM-liigi. W inauguracyjnym sezonie w najwyższej fińskiej klasie rozgrywkowej Raahen Linnoitus zajął czwarte miejsce, za Vammalan SK, Jyväs-Shakki i Matinkylän SK. W kolejnym sezonie klub zajął dziewiąte miejsce w lidze, a w 2024 roku był siódmy. Ponadto w 2024 roku zespół zadebiutował w Pucharze Europy. Fiński klub wygrał wówczas mecze z Radničkim Belgrad i K Oostendse SK, zremisował z The Sharks oraz KWV Wetteren, a przegrał spotkania z C’Chartres Échecs, CA Paterna i Schakklubben av 1911, zajmując w końcowej klasyfikacji 58. pozycję. W sezonie 2024/2025 zespół zajął ósme miejsce w lidze.